# Cherie Blair

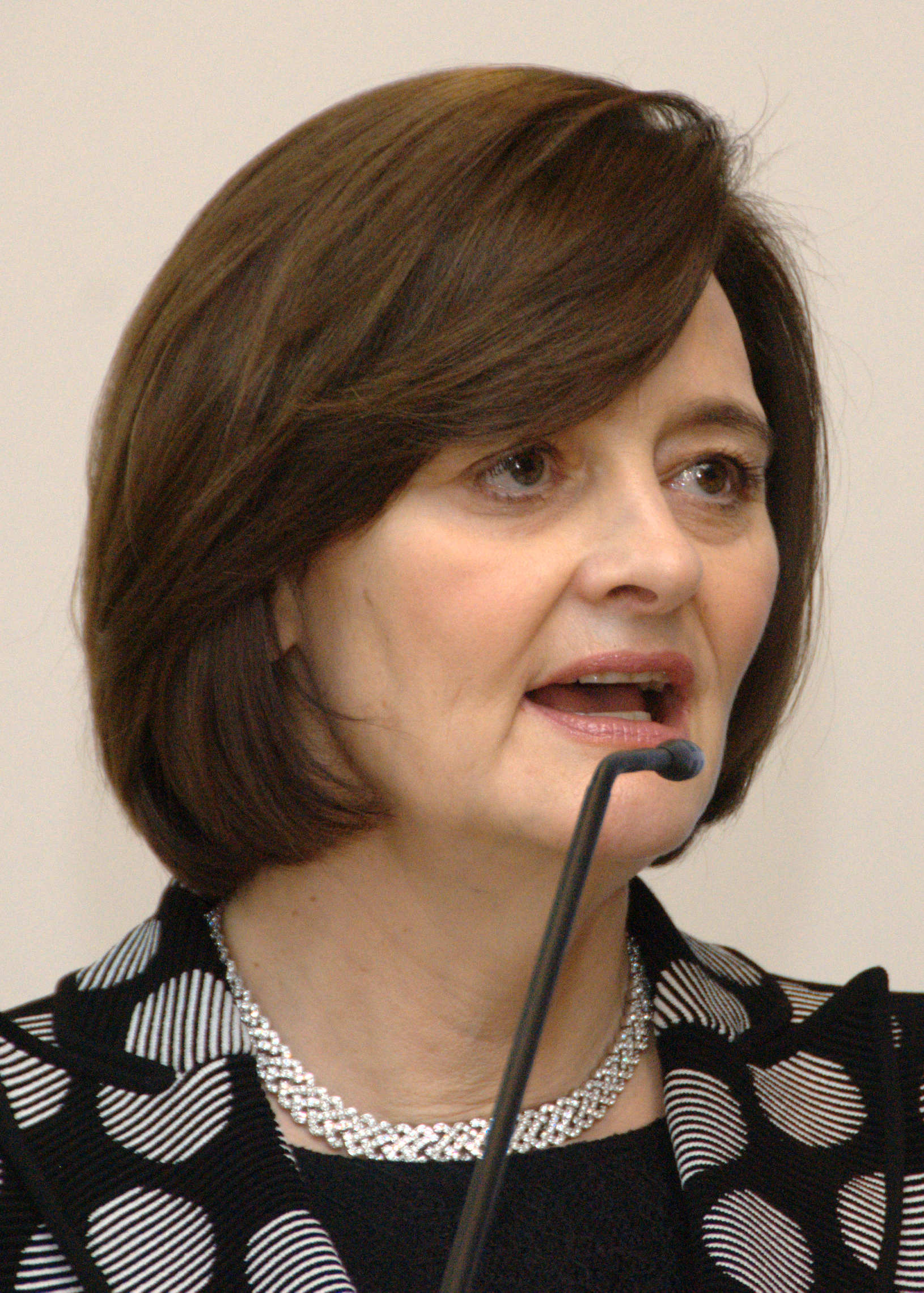
Cherie Blair

Cherie Blair-Booth (Bury, Greater Manchester, 23 september 1954) is de vrouw van de Britse oud-premier Tony Blair. Ze is zelf een succesvol advocaat en schrijver. Als advocaat gebruikt ze haar geboortenaam Cherie Booth.